# Jacques Marguerite Pilotte de La Barollière
Jacques Marguerite Pilotte de La Barollière, baron de l'Empire, né le 28 novembre 1746 à Lunéville (duché de Lorraine) et mort le 1er décembre 1827 à Nîmes (Gard), est un général français de la Révolution et de l’Empire. Sa descendance s'est éteinte en 1836 avec son fils unique.

## Biographie

### Famille
Jacques Marguerite Pilotte de La Barollière, né le 28 novembre 1746 à Lunéville, est le fils d'Alphonse-Henri-Charles Pilotte de la Barollière, seigneur de Malvaux, gentilhomme de la Chambre du roi de Pologne, capitaine commandant de sa vénerie, capitaine aide-major au régiment de la Reine-cavalerie, chevalier de Saint-Louis (né en 1699 à Lunéville et mort 15 janvier 1703) et de sa seconde épouse Marie-Anne-Étienne.
Sa famille a pour auteur Pierre Pilotte, conseiller au présidial de Lyon en 1600, marié à Marguerite Billon, dont le fils Abraham, né à Lyon le 11 janvier 1658, acquit une charge dans la maison du Dauphin de France et fut père d’Alphonse-Henri-Charles.
Jacques Marguerite Pilotte de La Barollière épouse le 21 août 1798 sa nièce Marie-Henriette Pilotte de la Barollière.
Il a un fils uniqueJustin-Adolphe baron Pilotte de La Barollière, né à Pont-à-Mousson le 21 février 1802, marié en 1827 à Lucie-Louise-Gabrielle Joly-Clerc ou Jolicler (remariée à Florence le 17 juillet 1842, à Jean-Baptiste-Louis-Marie, baron de Chazelles-Lunac et de l’Empire), mort sans postérité le 3 décembre 1836 en son domicile à Nîmes (Gard).

## Carrière militaire
Il entre au service en avril 1757 en qualité d'exempt des gardes du roi de Pologne, il est admis en 1760 à l'école des cadets gentilshommes de Lunéville et et rejoint en 1761 le régiment de Navarre au sein duquel il participe à la campagne d'Allemagne de 1761 à 1762. Il est sous-lieutenant au régiment de la marine en 1763 et quitte définitivement le service du roi  Stanislas, pou rester définitivement attaché à celui de la France,.
Il fait les campagnes de Corse de 1768 à 1769 puis est nommé en 1770 Capitaine et employé à l'Etat-major de de Bourcel. Il passe en 1772 dans la Légion royale et est désigné en 1776, pour remplir les fonctions de capitaine en second dans le régiment Mestre-de-camp-général-dragons. En 1779, il rejoint le 1er régiment de chasseurs à cheval, dans lequel il est nommé capitaine-commandant le 4 septembre 1780.
Major du 3e régiment de chasseurs à cheval en 1784, il en devient lieutenant-colonel en 1788, colonel en 1791, et fait partie des camps de Paris et de Versailles de 1789 à 1791. Nommé maréchal-de-camp le 6 décembre 1792, il commande en cette qualité l'avant-garde de l'armée de la Moselle, se distingue à la bataille de Valmy, et à la prise de Verdun. Il protège le retrait de l'armée française aux combats de Pellingen et de la montagne Verte, et est fait général de division le 6 mai 1793,.
Envoyé à l'armée des côtes de Cherbourg, il obtient par intérim le commandement de la  Vendée, et se fait remarquer à la bataille de Martigné-Briand en juillet 1793. Battu le 18 juillet 1793 et destitué après la Bataille de Vihiers, il est renvoyé de nouveau dans l'Ouest, en 1795 où il prend le commandement de la 13e puis de la 14e  division militaire.
Il achète vers 1793 comme bien national le clos La Fleurettière et manoir du Petit-Aligné à Grenoux (Mayenne) qu'il revend en 1802 alors qu'il est à Nîmes.
Il est mis à la retraite en 1803 et nommé receveur général des finances en 1804.
il meurt le 1er décembre 1827 à Nîmes (Gard).

## Titres et décorations
- Chevalier de l'ordre royal et militaire de Saint-Louis en 1781[1].
- Chevalier de la Légion d'honneur le 16 octobre 1803[6]
- Baron de l'Empire avec institution d’un majorat par lettres-patentes du 25 mars 1810 de Napoléon Ier et confirmé dans le titre de baron héréditaire par lettres-patentes du 27 janvier 1815[1].

## Armes
| Figure | Nom du baron et blasonnement |
| ------ | --- |
|        | Armes du baron Jacques Marguerite Pilotte de La Barollière et de l'Empire, lettres patentes du 25 mars 1810, Écartelé ; aux 1 et 4 d'argent à l'épée haute en pal de sable, montée d'or ; au 2 de baron-militaire, qui est de gueules à l’épée haute d'argent ; au 3 d'azur, au chevron d'or accompagné de trois croissants d'argent |